# Moises Pinheiro
Moisés Moura Pinheiro, né le 25 juillet 1979 à Nanuque, est un joueur de football brésilien.
Il évolue habituellement comme défenseur.

## Carrière
Moisés Moura Pinheiro joue successivement dans les équipes suivantes : EC Vitória, Spartak Moscou, Krylia Sovetov Samara, Cruzeiro EC, Boavista FC, CR Flamengo, SC Braga, Al-Rayyan SC, Shanghai Shenhua et Portuguesa.